# مشدی پروری
مشدی یا مشتی پروری (به طبری: مشدی پِلوِری؛ pelveri) با نام اصلی محسن احمدی (زادهٔ ۱۲۷۱ - درگذشتهٔ ۱۳۱۶) فرزند قاسم، از سرکشان سال‌های پایانی عهد قاجار و دورهٔ پهلوی اول می‌باشد. برخی او را یاغی و گروهی نیز او را مبارز علیه رضاشاه می‌دانند و حتی برخی او را میرزا کوچک کوچک می‌نامند. او در سال ۱۲۷۱ در یکی از روستاهای به نام منطقهٔ هزارجریب مازندران یعنی پرور (به گویش محلی: پلورpelver) زاده شد. این روستا جزء بخش دودانگهٔ شهرستان ساری بود و چند سال پس از انقلاب اسلامی از توابع شهرستان مهدی‌شهر شد.
مشدی از طایفهٔ قرقچی و تیرهٔ احمدیان در پرور بوده‌است و تاریخ مرگش را برخی پائیز ۱۳۱۶ و برخی دیگر پائیز ۱۳۱۸ می‌دانند.

## پیش‌زمینه

### منطقهٔ پلور
پرور یا پلور روستایی در ۷۰ کیلومتری شمال‌شرقی سمنان و ۴۵ کیلومتری سنگسر(مهدیشهر) است و در منطقه‌ای استراتژیک در میان مسیرهای ارتباطی قرار دارد. پلوری‌ها زندگی ایلی و طایفه‌ای داشتند و از هفت «بلیک» (Belik معادل بلوک) تشکیل می‌شدند که هرکدام شامل چند خانواده می‌شدند. افراد در پلور نسبت به طایفهٔ خود مسئولیت‌هایی داشتند و کسی تحت عنوان «خان» در محل وجود نداشته و «کدخدا» به صورت دوره‌ای از میان طوایف انتخاب می‌شد.

### اوضاع سیاسی
با به حکومت رسیدن رضا شاه علی‌رغم پیشرفت‌ها و اقدامات مختلف وی، کماکان وضعیت اقتصادی نامناسب بود و آزادی بیانی وجود نداشت. در این دوره اندیشه‌های «تجدد» پهلوی در مقابل آموزه‌های دینی قرار گرفتند. در این دوره شاه هر کس علیه حکومت مرکزی می‌شورید را «یاغی» می‌خواند؛ این یاغیان گاه ستمگر و متجاوز بودند و گاه در میان مردم محبوب می‌شدند و به عنوان حامی طبقات فرودست شناخته می‌شدند.

## آغاز زندگی
مشدی در روستای پرور زاده شد. مادرش، سید گل‌چهره، اهل روستای کاورد (به زبان مازندرانی: کُرد kord) از روستاهای پشت‌کوه در ده کیلومتری شمال پرور بود و از همین روی بود که اصغر او را به شوخی یا به تمسخر کُردیج‌کاته (بچه کاوردی) می‌خواند.

## آغاز یاغی گری مشدی پلوری
نصرت‌الله نوح روزنامه‌نگار سمنانی در یادداشتی به محمداحمد پناهی سمنانی پیرامون انگیزهٔ مشدی می‌نویسد: «من این خاطرات را از مردی به نام نجاتی شهمیرزادی که از سواران مشدی بود و در سال ۱۳۳۴ در زندان قصر تهران [دوره] زندانی خود را می‌گذراند، شنیده‌ام. او تعریف می‌کرد که در پلور که زادگاه مشدی بود، مردی به نام سلطان که مأمور دولت هم بود، زمینی متعلق به پدر مشدی را تصاحب می‌کند. در آن زمان مشدی هنوز به سن بلوغ نرسیده بود. پدر مشدی (که متأسفانه نامش را به خاطر ندارم) برای شکایت به ادارات و محاکم قضایی آن روز سمنان و سنگسر مراجعه می‌کند. پرونده‌ای برایش تشکیل می‌دهند و او را سر می‌دوانند. پیرمرد بعد از سال‌ها تلاش، بدون اینکه به زمین از دست رفته‌اش رسیده باشد، چشم از جهان می‌بندد و مشدی را تنها و سرگردان رها می‌کند. مشدی نیز چندی پرونده را تعقیب کرد، ولی گوشی برای شنیدن حرف‌های حساب او وجود نداشت. سرانجام به جان آمد و به رئیس یکی از ادارات گفت: تاکنون من به دنبال شما دویده‌ام و حرفم به جایی نرسیده‌است، از امروز کاری می‌کنم که شما به دنبال من بیایید و التماسم کنید.
از فردا مشدی به کوه زد و اولین گلوله‌اش، سینهٔ سلطان، غاصبِ زمین پدرش را شکافت و به بقیه نیز پیغام داد که متوجّه خودشان باشند. رؤسای ادارت که از سایهٔ مشدی وحشت داشتند، با فرستادن هدیه‌ها و نامه‌های چاپلوسانه، به وسیلهٔ پیک‌های مخفیِ مشدی، خود را بی‌گناه و طرفدار او نشان می‌دادند.»
باید این نکته مهم را مد نظر داشت که یاغی در زبان و فرهنگ مازندرانی به معنای کسی است که در مقابل زور و جور حاکمان سر راست می‌کند، و معمولاً حکومت‌ها یا حکومت مرکزی بوده‌اند یا منصوب حکومت مرکزی در منطقه. البته صفت‌های دیگری همچون عدم تعرض به زنان و مردم عادی و ضعفا نیز در گذاشتن نام یاغی بر روی فردی بسیار مهم بوده‌است. در فرهنگ مناطق فارسی‌زبان ایران عیاران را با چنین صفت‌هایی می‌شناختند. مثلاً در شعرهای مختلف مازندران و گیلان به کسانی همچون میرزا کوچک خان، هژبر سلطان، عشقعلی یاغی نیز صفت یاغی به کار برده می‌شد.

### مشدی در سال‌های بعد
مشدی یاران زیادی از روستاها و دهستان‌های پیرامون داشت. یارانی که بعضاً از لحاظ یاغی گری چندان همانندی‌ای به مشدی نداشتند و مرگ مشدی نیز به دست همین یاران بی‌وفا رقم خورد که تطمیع و وعده‌های سرهنگ هوشمند بر آن‌ها کارگر افتاده‌بود. بعضی از آن‌ها پس از مشدی به دزدی و آزار مردم روی می‌آورند و صفت دزد می‌یابند، صفتی که با یاغی گری مشدی سنخیتی نداشت.
از ویژگی‌های مشدی «احترام به زن‌ها و عدم آزار جنسی آنها» بود. با اینکه هفتاد سال از مرگ مشدی می‌گذرد اما هنوز هم این صفت مشدی بین مردم کوهستان مازندران معروف است. از دیگر ویژگی‌های مشدی «عدم خشونت غیرموجه» و «نکشتن سربازان و نیروهای دولتی حتی در هنگام محاصره» بود.

### رویداد بولا
این رویداد از رویدادهای مهم زندگی مشدی است که توانست در جنگل انبوه بولا از محاصرهٔ دویست تن از نیروهای دولتی بگریزد. مشدی با تدبیر از مهلکه نجات می‌یابد. خود مشدی در ابیاتی چند این رخداد را چنین بیان می‌کند:
| بیا داستان دگر گوش کن      |  | زگاه کمین ونه فرموش من (؟) |
| به بولا بیامد دوصد تن سوار |  | که من لخت بودم میان تلار   |
| (...) سپاه نظامی کشیدست صف |  | همه جنگ دیده برآورده کف    |
| نظامی ز هر وّر نمودند کمین  |  | گرفتند میانه به مثل نگین   |
| بگفتم ایا نامداران جنگ     |  | مبادا که نامم بیارید درنگ  |

## خانواده

### همسران

#### همسر اول: شهربانو
«مشدی و شهربانو عاشق هم بودند. اما کسان شهربانو به خصوص برادرش سید باقر با این ازدواج مخالف بودند و مشدی را به منزل یکی از آشنایان در شهمیرزاد نزدیک پاسگاه انتظامی می‌برند. آن‌ها قصد داشتند وی را بالاجبار به عقد دیگری درآورند. مشدی در مراسم عقد حاضر می‌شود. شهربانو با دیدن مشدی شادمان می‌شود و از جای خود می‌جهد و خود را به کنار مشدی می‌رساند. آنگاه هر دو سوار بر اسب پس از شلیک چند تیر هوائی از نظرها دور می‌شوند و در کوه‌ها ناپدید می‌شوند.»

#### سایر همسران
زهرا یزدانی

## مرگ

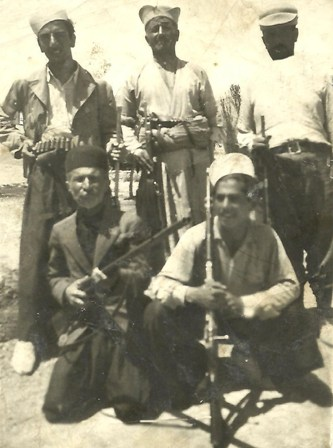
شماری از یاران مشدی پروری

مرگ مشدی توسط یک یا چندتن از یارانش اتفاق افتاده‌است. به عقیده کتاب عیار مازندران، اثر گلبرار رئیسی آتنی، مشدی توسط پسرعموی خود، ملا علی‌محمد، به قتل رسید.
در کتاب عیار مازندران، اثر گلبرار رئیسی آتنی، آمده‌است:
مشدی آن شب، بیمار و کنار آتش در اطراف روستای یانه‌سر هزار جریب بهشهر، خوابیده‌بود و پسرعمویش اصغر هم بیمار و در کنار وی خواب بود. در نیمه‌های شب، ملا محمدعلی، در تاریکی پنهان شد و از فاصله چند متری بالای سر آنها، خود را در لابه‌لای درختان قرار داد و با اسلحه برنو، ۲ تیر به آنها شلیک کرد. اصغر در همان لحظه درگذشت ولی مشدی تا غروب روز بعد زنده ماند و سپس مرد.— عیار مازندران، 
مرگ مشدی به دست چند تن از یارانش که توسط سرهنگ هوشمند تطمیع شده بودند اتفاق افتاد. «آن شب مشدی بیمار بود و کنار آتش خوابیده بود. قاتلین برای اینکه افراد مورد هدف در معرض دید آن‌ها باشند با شعله‌ور کردن آتش اجاق، خوابگاه را چون روز روشن کردند. مشدی علت را سؤال کرد. یکی از آن‌ها جواب داد: چون شما مریض هستید و نیاز دارید بدنتان گرم بماند.
بعد از تیراندازی، صمد چهاررودباری، تقی رودبارکی و بابعلی بندبنی فرار می‌کنند. اصغر در همان لحظه جان سپرد و مشدی تا روز بعد زنده ماند و غروب روز بعد درگذشت.
جسد مشدی و اصغر را در دامنهٔ صعب‌العبور یک کوه صخره‌ای در محلی به نام «زرشکی پابند» دفن کردند. اما قوای امنیه پس از چند روز به آن دست پیدا کردند و بعد از نبش قبر، دو جسد را روی اسب گذاشتند. در سمنان و سنگسر گرداندند و همان‌جا دفن کردند.»
«یکی از حرفها و وصیت‌های جالب مشدی که در لحظات آخر به یارانش گفت این بود که: روزی که اسلحه به دست گرفتم بر من حتم بود که به مرگ خدائی نخواهم مرد و هدف گلوله قرار خواهم گرفت، لذا آمادگی لازم برای این کار را داشتم. دیگر اینکه اگر بتوانید جنازهٔ مرا مخفی کنید و کسی متوجه مرگ من نشود، چندین سال می‌توانید به کار خودتان ادامه دهید، غافل از اینکه قاتل در میان نفراتش می‌باشد»

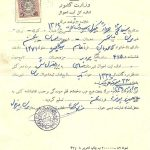
حکم دولتی درگذشت مشدی

## مشدی و نامداران

### رضا شاه
مبارزهٔ مشدی با رضاشاه در واقع دورهٔ آخر زندگی مشدی است؛ که سرانجام مرگ او را نیز در پی می‌دارد. از این زمان نامه‌هایی نیز به جا مانده که میان مشدی و رضاشاه نگاشته شده‌است. در یکی از نامه‌ها رضا خان مشدی را هم‌ولایتی خود و سوادکوهی می‌خواند (البته پرور جزء دودانگه و دودانگه هم‌مرز با سوادکوه بوده‌است و هم‌ولایتی بودنشان به مازندرانی بودن هر دو برمی‌گردد) و او را به تسلیم و آشتی فرامی‌خواند.
علنی‌ترین رویارویی مشدی با شاه مملکت، رویداد گردنهٔ بشم است. رویدادی که به کار گماره شدن سرهنگ هوشمند را برای دستگیری مشدی در پی داشت. مشدی و یارانش که تصمیم به از میان بردن رضاشاه گرفته‌بودند در گردنهٔ بشم کمین می‌کنند تا خودروی شاه را متوقف کرده او را دستگیر نموده یا به قتل برسانند. اما به اشتباه خودروی دیگری را می‌ایستانند و رضاشاه فردای آن روز از مسیر می‌گذرد. وقتی خبر به گوش رضاخان رسید او یکی از لایق‌ترین و زبده‌ترین افسران خود به نام سرهنگ هوشمند را به دستگیری مشدی گمارد.

### میرزا کوچک خان جنگلی
رابطهٔ مشدی با میرزا کوچک خان هم در اندازهٔ نامه‌هایی بوده که میانشان نگاشته شده‌بود. برخی او را میرزا کوچک کوچک خوانده‌اند. امّا شیوهٔ کار و اساساً محتوای طغیان او با شخصیت‌هایی چون میرزا کوچک خان جنگلی تفاوت ماهوی دارد. او نه مانند کلنل پسیان و ستارخان دنبال برپایی مشروطیت است و نه مانند میرزا کوچک می‌خواهد جمهوری اعلام کند؛ و نه مانند میرعماد و سید تاج‌الدین است که روزگاری در همین منطقه فرمانروایی سیاسی-مذهبی داشته‌اند. او در یک واژه «عصیان» است. او نماد عصیان یک مرد تبری است علیه مناسبات سیاسی، اجتماعی و اقتصادی نازیبای عصر خود. عصری (پیش از ۱۳۰۰ و حتی چند سال پس از آن) که مازندران شرائط مناسبی نداشته و بر پایهٔ یک سیستم فئودالی اداره می‌شده‌است. کشاورزان با رسم و راهی قرون وسطائی به همراه زمین از مالکی به مالک دیگر منتقل می‌شدند. فقر و جهل و بیسوادی و عدم وجود عدالت اجتماعی هرچند نسبی و سطحی در میان جامعهٔ روستائی، که بیشینهٔ مازندران آن روز را تشکیل می‌داد، بیداد می‌کرد. در برابر یک‌چنین موقعیتی بوده که مشدی به پا خاسته…

### سرهنگ هوشمند
برای مردم منطقه، نام سرهنگ هوشمند نامی آشنا بوده و برای سالمندان هنوز هم هست. این نام با نام مشدی پیوند دارد. او افسر لایق و زبدهٔ رضاشاه بود که پس از رویداد گردنهٔ بشم به دستگیری مشدی گمارده شد.
زمانی که مشدی علیرغم گوشزد یاران همچون هر سال، شب عید به پرور می‌آید تا در کنار خانوادهٔ خود به سر ببرد، شب‌هنگام سربازان و نیروهای سرهنگ هوشمند خانه را محاصره می‌کنند. مشدی خود در این‌باره می‌گوید:
| شب عید نوروز خرم بهار         |  | برفتم محل با دل برقرار    |
| نشستم به خانه به نزد کسان     |  | همی قلب بودست و روشن روان |
| (...) بوقت سحرگه هوا تیره رنگ |  | که ناگه بیامد صدای تفنگ   |

مشدی همهٔ شگردهای سرهنگ از جمله ریختن نفت و انداختن کاه و کهنهٔ آلوده به نفت از طریق روزنهٔ نورگیر (به مازندرانی: لوجِم lujem) را خنثی می‌کند. همان شب پای همسرش گلوله می‌خورد. یک افسر سر به دودکش اجاق می‌برد و بی‌شرمانه فریاد می‌زند که فردا کشته می‌شوی و زنت را صاحب می‌شوم که مشدی با گلوله‌ای وی را می‌کشد. یاران مشدی نیز از خانه‌های خود بیرون می‌آیند و سعی می‌کنند با تیراندازی و انجام تدبیرهای خاص و حرکات ایذائی مشدی را از مهلکه برانند. مشدی (گفته شده به دستور سیدی که در خواب و بیداری دیده) دیوار اتاق را می‌شکافد و پس از خروج با سربازی رویارو می‌شود. مشدی دهان سرباز را می‌گیرد و دست و پایش را می‌بندد و می‌گریزد. کمی دور می‌شود. اصغر و دیگر یاران به او می‌پیوندند. سرهنگ زمانی متوجه می‌شود که در دامنهٔ کوه همراه با شلیک سه گلوله فریاد می‌آید:
زنده باد مشدی، زنده باد مشدی
خبر نجات معجزه‌آسای مشدی دهان به دهان چرخید و کل دودانگه، هزارجریب، ساری، سمنان و سنگسر را فرا گرفت.
پس از آن سرهنگ به حیله‌های زیادی چنگ زد از جمله انتقال همسران و یاران مشدی به زندان سمنان. سرهنگ هوشمند سرانجام با وعده دادن به یاران مشدی و تطمیع آنان توانست او را به دست یارانش بکشد.

## مشدی یاغی
یاغی گری یکی از مهم‌ترین ویژگی‌های مشدی بوده‌است. صفتی که باعث می‌شود مردم منطقه با وجود برخی دلخوری‌ها هنوز هم پس از هفتاد سال به نیکی از او یاد کنند. او گاهی برای برآوردن نیازمندی‌های خود و یارانش از مردم عادی درخواست آرد، نان، گوشت یا هر آنچه در توانشان بود می‌کرد به گونه‌ای که فشاری به ایشان نیاید و ظاهراً خود را موظف به جبران آنچه گرفته‌بود می‌دانست چنان‌که یوسف مقصودی در کتاب «نگاهی به شهمیرزاد» می‌نویسد مشدی سعی داشت به مستضعفان اجحاف نشود و اگر از روی اضطرار اموال یا گوسفندی از آنان می‌گرفت بیش از قیمت اصلی به آنان می‌پرداخت و از اموال و حشم و وجوهی که از متمکنین می‌گرفت سهمی هم به مستمندان می‌داد. از همین روی عدهٔ زیادی برای حفظ جانش به او کمک می‌کردند و با ژاندارم همکاری نمی‌کردند به خاطر همین… اشعار چندی به زبان مازندرانی در وصفش سرودند…
مشدی عصبانی شد و گفت:
رفقای سنگسری، میرغفار و میرهادی! قفل درها را بشکنید، اما بی‌حرمتی نکنید. آن‌ها صندوقچهٔ فولادی را شکستند. مشدی دسته‌های اسکناس را برداشت و همه را بین مردم پخش کرد. امان از دست مشدی، امان از دست مشدی!»
روح‌الله پینسکی (از یاران مشدی) تعریف می‌کرد یاران با دوربین کتیراگیر را می‌پائیدند و متوجه خیانت او شدند و زمانی که او را یافتند تفنگ را به سوی او نشانه گرفتند. مشدی مانع از کشته شدن کتیراگیر شد و به یاران خود گفت دست نگه دارید او از ترس جان ناچار شد و بی‌تقصیر است. در ثانی اگر او را بکشیم مأموران کس دیگری را پیدا می‌کنند و آدم برای آن‌ها کم نیست.
محمدقاسم گودرزی (پروری) تعریف می‌کرد:
روزی مشدی و یارانش به حیاط خانه‌مان آمدند تا آرد بگیرند. مادرم یک کیسه آرد به آن‌ها داد. من بچه بودم آن‌ها را نمی‌شناختم و به آن‌ها پرخاش کردم و ناسزا گفتم. گفتم شما آرد ما را بردید ما چه بخوریم. مشدی پیشانی مرا بوسید و گفت: اگر نمردم چند روز دیگر آرد را پس می‌دهم و اگر مردم این آرد را به من حلال کنید. پس از چند روز شنیدم مشدی مرد.
به نقل از گفته‌های شنیداری بسیاری از مردم مازندران مشدی حقوق بسیاری از افرادی که املاک و ناموس آن‌ها مورد تهاجم خوانین قرار گرفته‌بود را اعاده کرد.

## باور دینی
مطلبی که کمتر مورد توجه قرار گرفته باور ژرف مشدی به دین و حضرت حق است. برای نمونه زمانی‌که به جای رضاخان یکی از زائران امام رضا هدف گلوله قرار می‌گیرد مشدی عمیقاً متأثر می‌شود و با یقین می‌گوید که ستارهٔ وی به خاطر این عمل افول کرده‌است.
به گواهی یاران مشدی، او اهمیت زیادی به نماز می‌داده‌است.
وی همچنین اشعاری در باب نقد کشف حجاب سروده‌است.
نمونه‌ای از اشعار مشدی علیه رضاشاه و کشف حجاب:
| به نام خداوند لیل و نهار |  | زپور و زغالی بر آرم دمار   |
| رضای آلاشتی شده پادشا    |  | یکی تازه قانون نموده به پا |
| زنان سربرهنه به بازارها  |  | خدایا بگیر این‌چنین شاه را  |

## مشدی در فرهنگ
مشدی در فرهنگ و فولکلور مردم مازندران جایگاه ویژه‌ای دارد و پس از هفتاد سال از مرگش هنوز کسانی دربارهٔ او رمان می‌نویسند و در وصف او شعر و چکامه می‌سرایند. از جملهٔ این شاعران شعبان نادری رجه را می‌توان نام برد که چنین گفته‌است:
| خامبه البسو و ترنه بووشم |  | بسون مشدی پلور بمیرم |

مشدی خود نیز شعر می‌سروده و الفتی با شاهنامه‌ی فردوسی داشته‌است. او برخی از اشعار منظومهٔ بلند خود را روی ستون‌های چوبی خانه‌اش در پرور حک کرده‌بود.
مشدی در باور بسیاری از کهنسالان البرز یک قهرمان است. حتی برخی از مکان‌های جغرافیائی مازندران به نام مشدی ثبت شده‌است. برای نمونه در سرخ‌گریوه (از روستاهای هزارجریب بهشهر) مکانی به نام «مشدی خاسه» (خوابگاه و جایگاه مشدی) وجود دارد که اشاره‌ای است به کمین‌گاه و اتراق‌گاه مشدی و یارانش.
در فرهنگ واژگان تبری زیر عنوان مشدی آمده: «از منظومه‌های موسیقیائی و حماسی مازندران»
منظومهٔ سوت‌خوانی مشدی پروری ترانه‌ایست فولکلوریک که هنوز بین خوانندگان مازندرانی رواج دارد.
در سمنان و مازندران جنگ‌آوران و یاغیان زیادی از جمله حسین خان، گل آقا، محمدجوه، ممزمون (mamzemon محمد زمان)، پدید آمدند اما هیچ‌یک از آن‌ها هماندد مشدی مشهور و محبوب نشده‌اند.

### ترانهٔ مشدی
ترانهٔ مشدی ترانه‌ای فولکلور است که ابتدا توسط مردم مناطق دودانگه و چهاردانگه و سوادکوه خوانده می‌شد. این گونه شعرسرایی برای جنگاوران و دلیران و قهرمانان از دیرباز در تبرستان رواج داشت که مردم به آن «سوت» می‌گویند. بعدها توسط خوانندگان حرفه‌ای‌تر که گاه تمایلات چپ داشتند به صورت نوار کاست درآمد. در اوایل انقلاب گروه «روجا» (ابوالحسن خوشرو) آن را اجرا کرد. در سال ۱۳۷۶ گروه «شواش» در ساری با صدای ارسلان طیبی به اجراء آن پرداخت و در مجموعه کاستی که توسط جهانگیر نصری اشرفی منتشر شد این ترانه با صدای حسینعلی طیبی استاد بلامنازع نی مازندران اجرا شد.
همچنین ترانهٔ مشدی محبوب‌ترین ترانهٔ ابوالحسن خوشرو می‌باشد. خوشرو در اردیبهشت ۱۳۹۲ کنسرتی در تالار اریکهٔ آریائی آمل برگزار کرد که در پایان، حضار ضمن تشویق او یکصدا خواستار اجراء ترانهٔ مشتی شدند.

### در ادبیات منظوم
اشعاری که در وصف مشدی سروده شده عموماً به زبان مازندرانی است و از جمله می‌توان به اشعار شعبان نادری رجه و علی شیرین‌دوست پاشاکلائی اشاره کرد.
دوبیتی زیر از محمدرضا گودرزی پروری می‌باشد که به زبان طبری و لهجهٔ ییلاقی که لهجهٔ جاری در پرور نیز بوده‌است سروده شده‌است:
| ننه چن‌تُم پلنگ ناره ناره    |  | چند وقتی‌ست نعرهٔ پلنگ نمی‌آید          |
| ننا ناجش دنه و چشم‌انتظاره  |  | مادر ترانهٔ بی‌قراری می‌خواند و منتظرست |
| ناگمُن کور کلاج پغوم بیورده |  | ناگهان کلاغ زاغی پیغام آورد          |
| دِ تا نعش تنگه تِک کَهَرِ باره  |  | نزدیک تنگه دو تا نعش بار اسب کهر است |
| پئیزه و جنگل تن زخم و زاره |  | پائیزه و تن جنگل زخم زاره            |
| کَهَر جان شِره کانده به‌قراره  |  | اسب کهر شیهه می‌کند و بی‌تاب است       |
| پلورِ تنگهٔ ببرِّ بئورین       |  | ببر تنگهٔ پرور را بگوئید              |
| تنی استاره امشو نادیاره    |  | که ستاره‌است امشب ناپیداست            |